# Bayerischer Flugdienst
Der Bayerische Flugdienst (eigentlich Bayerischer Flugdienst Luftfahrtunternehmen Gesellschaft mit beschränkter Haftung, kurz BFD) war eine deutsche Fluggesellschaft mit Sitz in München.

## Geschichte und Flugziele
Der Bayerische Flugdienst entstand unter der Federführung von Hans Bertram im Jahre 1954, als die Süddeutsche Lufttransport International GmbH mit dem Flugvermittlungsunternehmen Aero Expreß GmbH zur Aeroexpreß – Bayerischer Flugdienst GmbH fusionierte. Bereits zuvor hatte Bertram vom Flughafen München-Riem unter dem Einsatz von Schweizer Flugzeugen und Schweizer Piloten Verbindungen für Skisportler angeboten. Das neu gegründete Unternehmen bot mit Kleinflugzeugen sowohl Rund- und Charter- als auch Werbe- und Keuchhustenflüge an. Es verfügte über 80.000 DM Kapital; die Gesellschafter bestanden aus Fritz Mall, Hans Bertram und A. W. Zober.
Mit Beginn der 1970er Jahre bot der Bayerische Flugdienst Bedarfsluftverkehr zu festen Zeiten an. Man bediente im Zeitraum von 1970 bis 1971 die Strecken München – Nürnberg und Nürnberg – Hannover sowie im Jahre 1971 die Verbindungen München – Friedrichshafen und München – Innsbruck. Darüber hinaus konnte man, neben den Zielen St. Moritz und Zürich, in den Jahren 1972 bis 1974 Flüge von Bayreuth über Hof nach Frankfurt und von Hof über Bayreuth nach München zum eigenen Portfolio zählen.
Schließlich zog sich der Bayerische Flugdienst im Februar 1974 jedoch aus dem Linienflugverkehr zurück und richtete die Aufmerksamkeit auf die Erstellung von Luftaufnahmen. Vor der endgültigen Firmenauflösung am 19. August 1975 wurde diese Tätigkeit in die Luftbildverlag Hans Bertram GmbH überführt, ein Unternehmen, das später zu den größten dieser Kategorie in Europa zählen sollte.

## Flotte

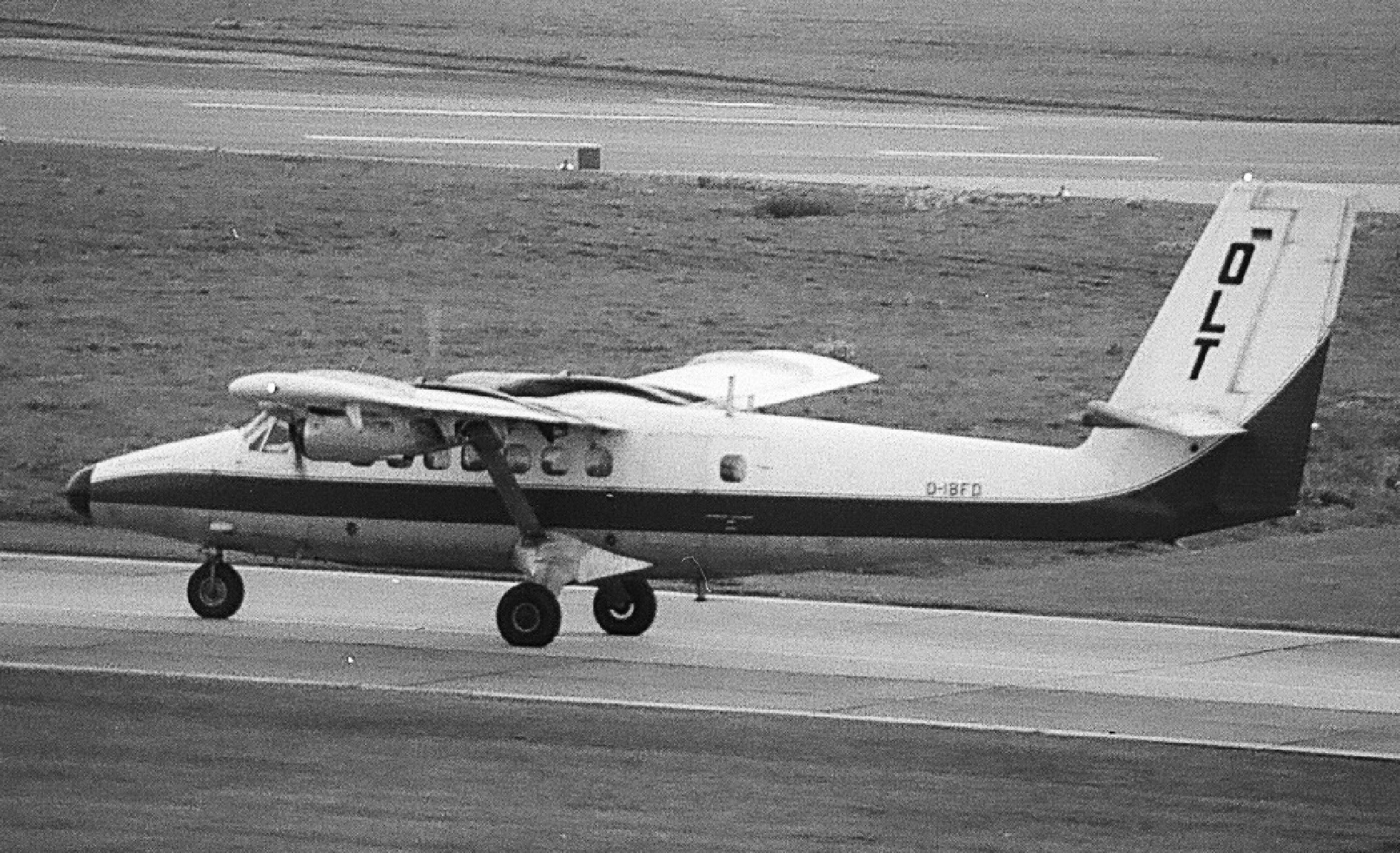
Die frühere DHC-6 Twin Otter D-IBFD des BFD, nun bei OLT, Flughafen Bremen, Spätsommer 1974

Zur Einstellung des Linienbetriebs im Jahre 1974 bestand die Flotte des Bayerischen Flugdienstes aus den folgenden drei Flugzeugen:
| Flugzeugtyp                   | Anzahl | Luftfahrzeugkennzeichen |
| ----------------------------- | ------ | ----------------------- |
| Cessna 402B                   | 1      | D-IDAL                  |
| De Havilland Canada DHC-6-200 | 2      | D-IBFD, D-IORA          |
| Gesamt                        | 3      |                         |

Zuvor betrieb man ebenfalls Flugzeuge der Typen Macchi B.308 und Piper PA-22.

## Zwischenfälle
- Am 15. Juni 1959 stürzte die Macchi MB.308 mit dem Luftfahrzeugkennzeichen D-EJYR aus 40 Metern Höhe auf das Werksgelände der Daimler-Benz AG in Sindelfingen. Die zwei Insassen wurden getötet und das Flugzeug zerstört.[10]